# Fabrizio del Carretto
Fabrizio del Carretto (Genova, 1455 – Rodosz, 1521. január 10.) a Jeruzsálemi Szent János Ispotályos Lovagrend itáliai születésű nagymestere volt.

## Élete
Apja Giovanni Del Carretto, anyja Adorno grófnője volt. Egy testvére (Alfonso) született. 1509 és 1513 között a johannita rend admirálisa volt. Az 1480-as ostrom során bátran védte a rodoszi Szent Miklós-tornyot. Miután meghalt a rend nagymestere, Guy de Blanchefort, 1513. december 13-án őt választották meg utódjának. 1521-es halála után az 1522-es rodoszi török ostrom hőse, Philippe de Villiers de L’Isle-Adam követte posztján.